# Luisa Cáceres de Arismendi
María Luisa Cáceres Díaz de Arismendi (25 septembre 1799 - 28 juin 1866) est une héroïne de la guerre d'indépendance du Venezuela.

## Le début de la guerre
Luisa est née à Caracas, au Venezuela, de José Domingo Cáceres et Carmen Díaz. Du côté de son père, elle était d'origine canarienne. Elle a été baptisée dans l'église de Santa Rosalía, à Caracas. Son père était un intellectuel, historien et professeur de latin. Éduquée par son père, Luisa a appris à lire et à écrire et a développé un amour pour son pays. Alors que Luisa était une jeune fille concentrée sur ses études, l'Espagne est conquise par Napoléon, qui installe son frère, Joseph, sur le trône. Le peuple, non seulement en Espagne, mais aussi dans ses colonies, est furieux et déclenche la guerre d'indépendance espagnole. Au Venezuela, les colons espagnols voient la situation comme une occasion de rompre avec l'Espagne alors qu'elle est faible et de gagner l'indépendance, et une série de soulèvements se produit. Ils étaient dirigés par le maréchal vénézuélien Francisco de Miranda, qui avait été impliqué dans la Révolution française et la guerre d'indépendance américaine. Le Venezuela se déclare indépendant de l'Espagne le 5 juillet 1811. C'est le début de la guerre pour l'indépendance du Venezuela. Le tremblement de terre de Caracas en 1812 se produit là où Luisa et sa famille vivaient, détruisant complètement la ville. En raison du séisme et de la rébellion des Llaneros et des Canariens vénézuéliens, la Première République du Venezuela est renversée. Une deuxième république vénézuélienne est proclamée le 7 août 1813, mais elle ne dure que quelques mois avant d'être également écrasée. 
Au réveillon de Noël de 1813, Luisa rencontre le général Juan Bautista Arismendi, descendant de l'illustre famille Arismendi, qui fut impressionné par l'esprit de la jeune fille. Le 6 mars 1814, les troupes royalistes de Francisco Rosete attaquent Ocumare, tuant son père, qui rendait visite à son ami, le commandant Juan José Toro. Juan Bautista Arismendi organise alors une expédition à Ocumare, pour sauver des patriotes emprisonnés ; le frère de Luisa, Félix, a rejoint le corps expéditionnaire mais a été capturé et, quelques jours plus tard, exécuté. José Tomás Boves força les troupes patriotes à abandonner Caracas. La retraite (connue au Venezuela sous le nom de Migration vers l'Est) est dirigée par Simón Bolívar et José Félix Ribas. La famille de Luisa décide d'émigrer à l'île Margarita, où Arismendi leur a promis la sécurité. Pendant le voyage, quatre de ses tantes décèdent et seul elle, sa mère et son jeune frère ont survécu. Les émigrants ont traversé les villes de Barcelone et Cumaná, qui ont été reprises par Boves. 
À Margarita, Arismendi leur a fourni des vêtements, un logement et d'autres biens de première nécessité. Lui et Luisa se sont mariés le 4 décembre 1814, à La Asunción, il avait trente-neuf ans et elle quinze. En 1815, Juan est nommé gouverneur provisoire de Margarita, au moment où débarque Pablo Morillo, général royaliste, avec une escouade jamais vue sur les côtes du Venezuela. En septembre, les Espagnols ordonnent l'arrestation de Juan, qui se réfugie dans les montagnes de Copey. Le 24 septembre, Luisa, alors enceinte, est capturée par les Espagnols afin de faire pression sur son mari. Elle est maintenue en résidence surveillée à la résidence de la famille Amnés, mais est ensuite transférée dans un cachot de la forteresse de Santa Rosa. 

## Emprisonnement
C'est dans ce cachot sombre que Luisa fut harcelée et maltraitée par les soldats espagnols. Elle était sous stricte surveillance, recevait de la nourriture de mauvaise qualité et commença à souffrir de malnutrition. Elle passa de nombreux jours et nuits sans bouger, afin de ne pas attirer l'attention de son geôlier. Cependant, l'aumônier finit par ressentir de la compassion pour elle et lui apporta une meilleure nourriture, et a même éclairé sa cellule pour qu'elle puisse avoir un peu de lumière. Le 26 janvier 1816, Luisa donna naissance à une fille ; cependant, le bébé décéda rapidement en raison des mauvaises conditions de vie de  sa mère pendant ses derniers mois de grossesse. 
Les généraux de brigade Juan Bautista Pardo et Salvador Moxó ordonnèrent le transfert de Luisa au Castillo San Carlos de Borromeo à Pampatar. Elle fut ensuite envoyée dans une prison de La Guaira, puis à El Convento de la Inmaculada Concepción, un couvent à Caracas. Tout au long de son internement, elle n'a pu communiquer avec aucun membre de sa famille ni aucun ami. 

## Départ du pays
En raison des victoires de l'armée républicaine, dirigée par son mari à Margarita et le général José Antonio Páez à Apure, Moxó décida d'envoyer Luisa à Cadix, en Espagne. Elle est renvoyée à La Guaira le 24 novembre 1816, d'où elle embarqua le 3 décembre. Sur le chemin, son navire est attaqué par un navire corsaire et elle se retrouve bloquée sur l'île de Santa Maria, aux Açores. Luisa arrive finalement à Cadix le 17 janvier 1817. Elle est présentée au capitaine général d'Andalousie. Il protesta contre la décision arbitraire des autorités espagnoles aux Amériques, et  décida que Luisa serait confinée. Il lui donna une pension de 10 réales par jour et la plaça sous la protection du médecin José María Morón et de son épouse, Concepción Pepet. Ils acceptèrent de payer une caution et de la présenter chaque mois devant un juge. 
Pendant son séjour à Cadix, Luisa refusa de signer un document attestant de sa loyauté envers le roi d'Espagne et niant son identité de patriote vénézuélienne ; elle n'abandonna jamais ses idéaux indépendantistes. Elle n'avait toujours aucune nouvelle de sa mère ou de son mari. En mars 1818, le lieutenant Francisco Carabaña et un Anglais, M. Tottem, proposèrent d'aider Luisa à retourner aux Amériques. Alors qu'ils préparaient son évasion, Luisa promis que son mari paierait toutes les dépenses à la fin. Luisa fit ses adieux à la famille Morón et s'embarqua vers les États-Unis sur une frégate. 
Le 3 mai 1818, Luisa arrive à Philadelphie. Là, elle rencontra la famille du général patriote Lino Clemente, qui avait déménagé aux États-Unis. Ils lui ont offert l'hospitalité et l'amitié, tout comme la famille Morón en Espagne. Le colonel Luis Rieux, envoyé par son mari, se rendit à Philadelphie pour la ramener à Margarita. Ils y sont arrivés le 26 juillet 1818. Par la suite, le 19 septembre 1819, le Conseil des Indes émis une résolution par laquelle Luisa avait la liberté absolue de choisir sa résidence.  
Tout au long de sa vie, elle continua de soutenir les idées de liberté et de souveraineté des peuples des Amériques. Elle vécut dans la ville de Caracas avec ses onze enfants jusqu'à sa mort en 1866.

## Hommages
- En reconnaissance de sa loyauté et de sa lutte pour l'indépendance du Venezuela, sa dépouille a été enterrée au Panthéon national en 1876 ; elle est la première femme à recevoir cet honneur.
- Une statue d'elle a été érigée sur une place portant son nom, dans la petite ville de La Asunción, où elle s'était mariée.
- Aujourd'hui, à Caracas, il existe l'Institut universitaire Luisa Cáceres de Arismendi.
- Elle est représentée sur le billet de 20 Bolivar fort, qui a été dévoilé par Hugo Chávez le 1er janvier 2008.

## Galerie

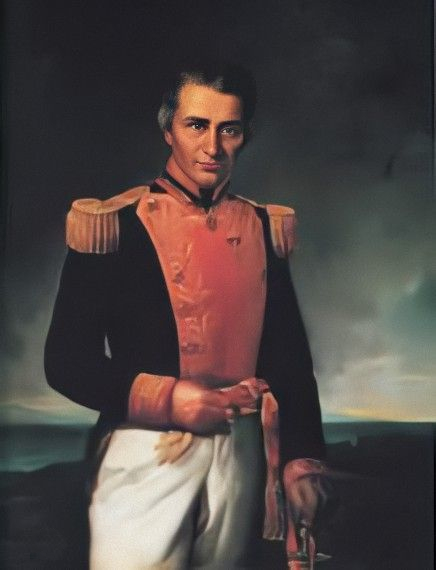
Le mari de Luisa, le général et révolutionnaire Juan Bautista Arismendi
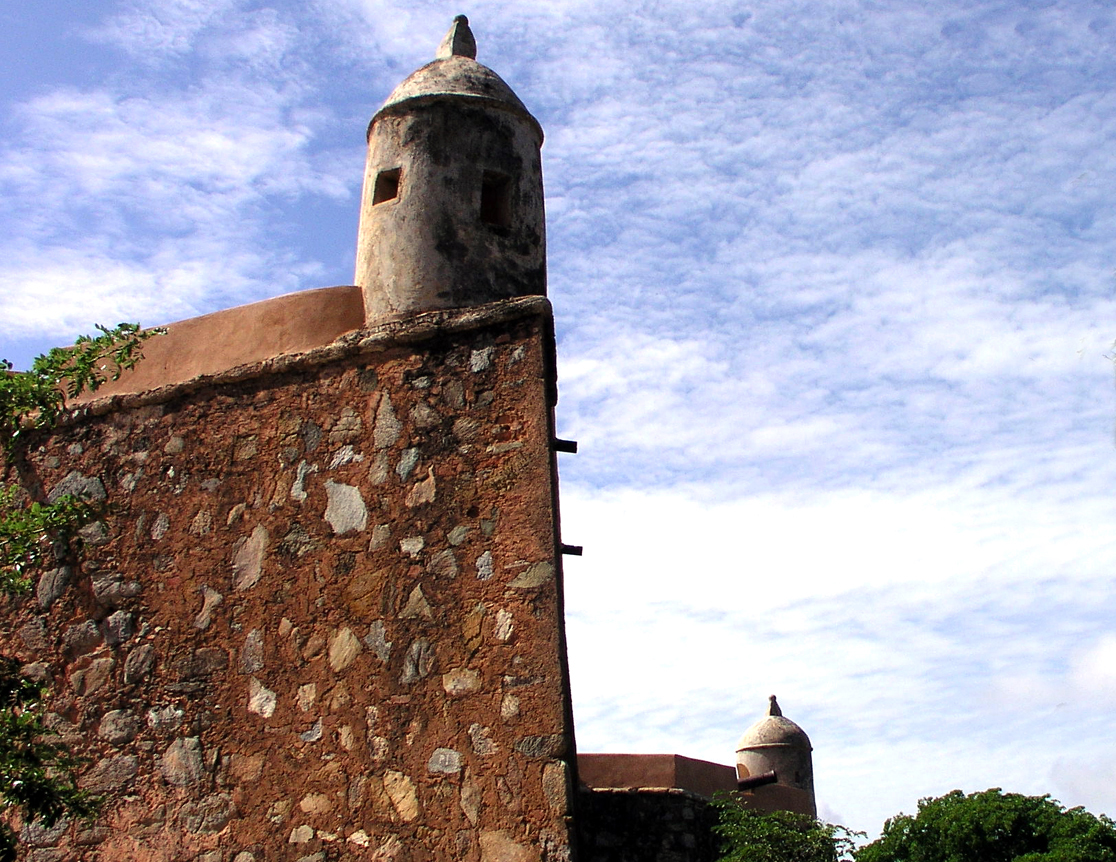
Forteresse de Santa Rosa à Isla Margarita
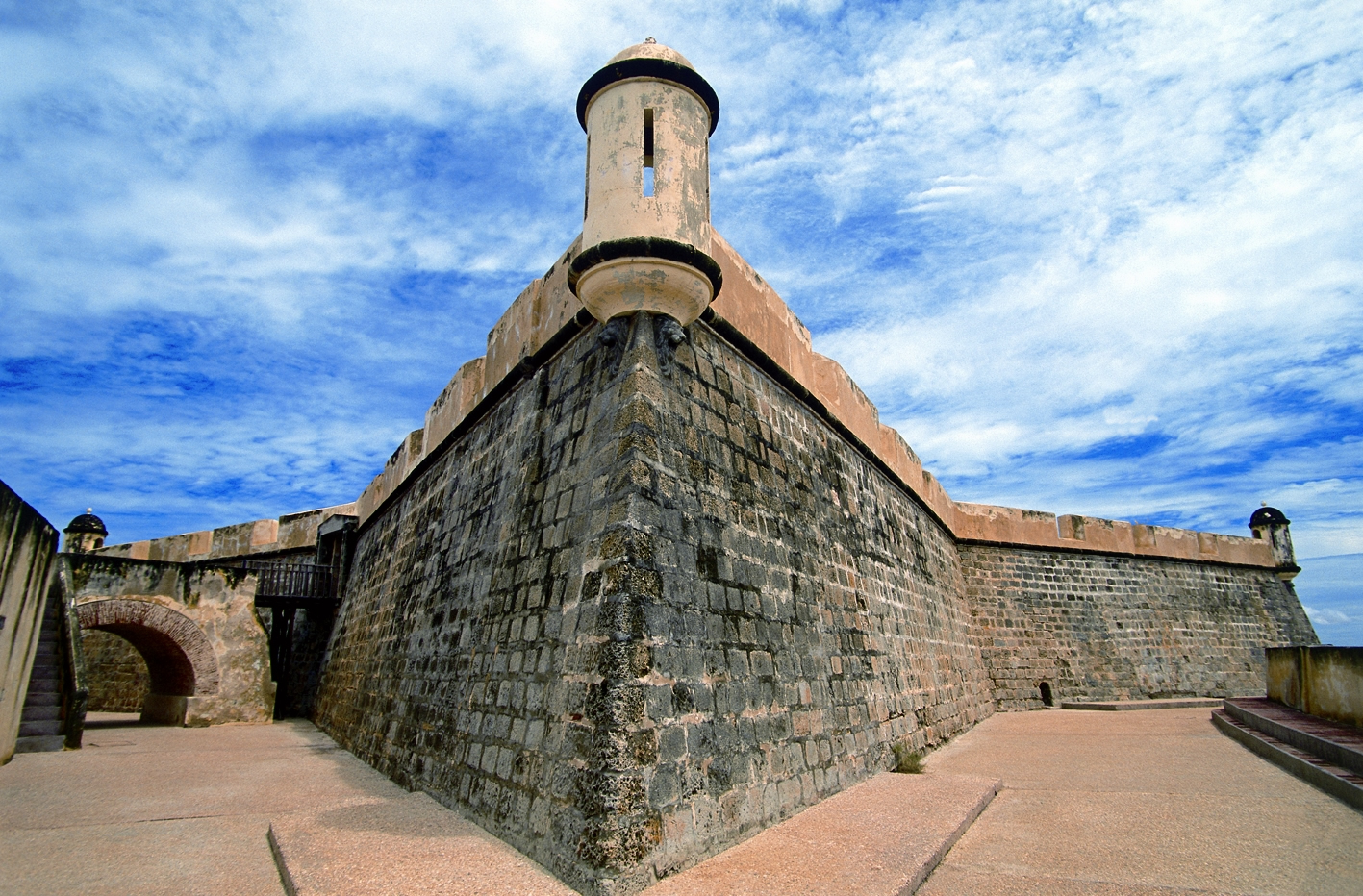
Forteresse de San Carlos de Borromeo à La Guaira
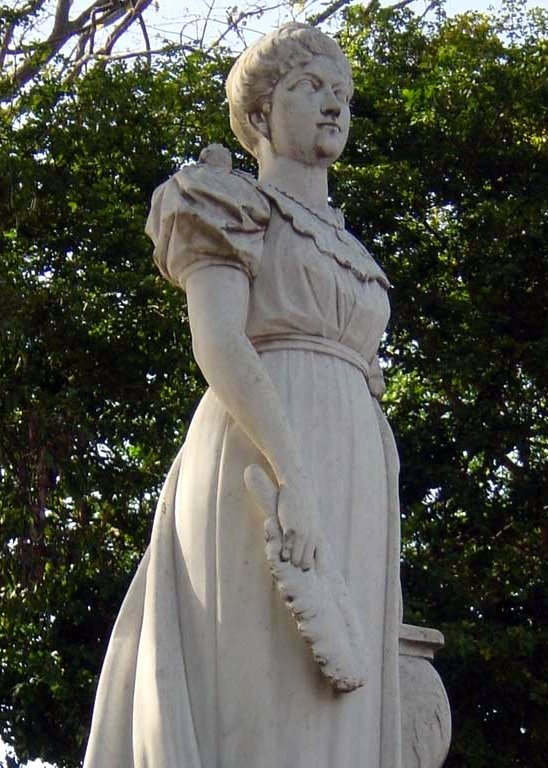
Statue de Luisa Cáceres de Arismendi à La Asunción